# Institución Ferial Alicantina
La Institución Ferial Alicantina, también conocida como IFA, es un espacio para la celebración de eventos y ferias en la provincia de Alicante (España). IFA cuenta con dos pabellones de más de 30 000 metros cuadrados útiles, quince salas multidisciplinares y un auditorio exterior e interior.
En IFA se celebran cada año cerca de 20 citas feriales de todo tipo que consiguen revertir positivamente en la economía local, especialmente en el turismo y el sector MICE. Estos eventos concitan anualmente el interés de más de 300 000 personas y más de 2000 empresas.
IFA se encuentra situada en el término municipal de Elche (Alicante), muy próxima al aeropuerto de Alicante-Elche.